# Libellago asclepiades
Libellago asclepiades är en trollsländeart som först beskrevs av Friedrich Ris 1916.  Libellago asclepiades ingår i släktet Libellago och familjen Chlorocyphidae. Inga underarter finns listade i Catalogue of Life.